# Bejas mezs
Bejas mezs este o arie protejată (arie specială de conservare — SAC, sit de importanță comunitară — SCI, arie de protecție specială avifaunistică — SPA) din Letonia întinsă pe o suprafață de 59,71 ha, integral pe uscat.

## Localizare
Centrul sitului Bejas mezs este situat la coordonatele 57°23′49″N 27°10′02″E / 57.3969°N 27.1672°E.

## Înființare
Situl Bejas mezs a fost declarat arie de protecție specială avifaunistică în decembrie 2002 pentru a proteja 1 specie de animale. Alte tipuri de protecție:
- sit de importanță comunitară (în mai 2004)
- arie specială de conservare (în mai 2004)[1][3][4]

## Biodiversitate
Situată în ecoregiunea boreală, aria protejată conține 4 habitate naturale: Mlaștini turboase de tranziție și turbării mișcătoare, Taiga vestică, Păduri fino-scandinave bogate în ierburi cu Picea abies, Mlaștini împădurite.
La baza desemnării sitului se află o specie protejată de  mamifere: urs brun (Ursus arctos)
Pe lângă speciile protejate, pe teritoriul sitului au mai fost identificate 1 specie de plante, 2 specii de mamifere.